# Jouy (Yonne)
Jouy település Franciaországban, Yonne megyében. Lakosainak száma 519 fő (2022. január 1.). Jouy Chéroy, Bazoches-sur-le-Betz, Le Bignon-Mirabeau, Égreville, Vaux-sur-Lunain, Villebéon és Montacher-Villegardin községekkel határos.

## Népesség
A település népességének változása:
| Lakosok száma | 514  | 525  | 545  | 524  | 518  | 512  | 512  | 511  | 519  |
|               | 2013 | 2015 | 2016 | 2017 | 2018 | 2019 | 2020 | 2021 | 2022 |